# Jan Eichhorn
Jan-Armin Eichhorn (* 8. Mai 1981 in Sonneberg) ist ein ehemaliger deutscher Rennrodler und gegenwärtiger Rennrodeltrainer.

## Werdegang
Der Schalkauer Jan Eichhorn wurde im Kreiskrankenhaus in Sonneberg geboren. Er rodelte im Einsitzer und ist Mitglied im BSR Rennsteig Oberhof. Er ist im A-Kader im Bob- und Schlittenverband für Deutschland. Eichhorn ist Sportsoldat der Bundeswehr. Im März 2006 begann er an der Hochschule für angewandte Wissenschaften Ansbach das Bachelor-Studium International Management, einem Studiengang, der an der FH Ansbach angepasst und speziell für Spitzensportler konzipiert wurde. Seine Schwester Julia Eichhorn ist Skeletonpilotin.
2004 wurde er 1. bei der Deutschen Meisterschaft und 4. bei der Europameisterschaft. 2005 erreichte er den 4. Platz bei den Rennrodel-Weltmeisterschaften. Beim Rennrodel-Weltcup 2005/2006 lag er auf Rang 8 der Gesamtwertung. Bei Olympia 2006 erreichte er den 6. Platz. Sein größter Erfolg war der Gewinn der Bronzemedaille bei den Rennrodel-Weltmeisterschaften 2007. Bei den Rennrodel-Weltmeisterschaften 2008 in Oberhof erreichte er den vierten Platz. 2010 gewann er den Titel als Deutscher Meister für 2011. Nach der Deutschen Meisterschaft 2012, bei der er den zweiten Platz belegte, beendete Eichhorn im Januar 2012 seine Sportlerlaufbahn. Er besuchte die Trainerakademie in Köln, wo er eine Ausbildung zum Diplom-Trainer für Rennrodeln absolvierte und fungierte fortan als Bundesstützpunkttrainer in Oberhof. Im Sommer 2023 übernahm Andi Langenhan Eichhorns Posten als Trainer der Oberhofer Weltcupkaderathleten, während Eichhorn die Verantwortung für den B-Kader übernahm. Ende Mai 2024 wurde Eichhorn vom aufgrund „erheblicher Kommunikationsprobleme zwischen Trainer und Athleten“ vom Bob- und Schlittenverband für Deutschland suspendiert. Ende Oktober 2024 gab der lettische Rodelverband dann die Verpflichtung Eichhorns als Trainer der Nationalmannschaft bekannt.
Eichhorn heiratete am 7. Juli 2018 die ehemalige lettische Rennrodlerin Maija Tīruma.

## Erfolge

### Gesamt-Weltcup
- 2007/08: 4. Platz
- 2008/09: 3. Platz

### Olympische Spiele
- 2006: 6. Platz

### Weltmeisterschaften
- 2004: 5. Platz
- 2005: 4. Platz
- 2007: Bronzemedaille
- 2008: 4. Platz
- 2009: 5. Platz

### Weltcupsiege
| Nr. | Datum         | Ort     | Bahn                  |
| --- | ------------- | ------- | --------------------- |
| 1.  | 29. Jan. 2006 | Oberhof | Rennrodelbahn Oberhof |
| 2.  | 18. Jan. 2009 | Oberhof | Rennrodelbahn Oberhof |

| Nr. | Datum         | Ort       | Bahn                                              |
| --- | ------------- | --------- | ------------------------------------------------- |
| 1.  | 16. Nov. 2003 | Sigulda   | Rennrodel- und Bobbahn Sigulda                    |
| 2.  | 6. Dez. 2003  | Calgary   | Bob- und Rennschlittenbahn im Canada Olympic Park |
| 3.  | 18. Jan. 2009 | Oberhof   | Rennrodelbahn Oberhof                             |
| 4.  | 6. Jan. 2011  | Königssee | Kombinierte Kunsteisbahn am Königssee             |